# Possessorischer Besitzschutzanspruch
Der possessorische Besitzschutzanspruch (lat.: possessio = Besitz; possessor = Besitzer) bezeichnet einen sachenrechtlichen Anspruch, der den Besitz schützt und aus dem faktischen Besitz folgt. 

## Inhalt des Anspruches und Anspruchsgrundlagen
Durch den Anspruch kann der Besitzer sich gegen eine widerrechtliche Besitzentziehung und Besitzstörung zur Wehr setzen. 
Anspruchsteller kann dabei der unmittelbare Besitzer, der mittelbare Besitzer sowie der Teil- und Mitbesitzer sein. Dem Besitzdiener hingegen stehen nur die Selbshilferechte zu. Der Anspruch ist unabhängig davon, ob der Besitzer ein Recht zum Besitz hat oder nicht. Der Anspruchsgegner ist von der Art der Besitzbeinträchtigung abhängig. 
Das Bürgerliche Gesetzbuch kennt dabei den Anspruch auf Wiedereinräumung des Besitzes gemäß § 861 BGB, auf Beseitigung einer Störung gemäß § 862 BGB und auf Abholung der Sache gemäß § 867 BGB. 
Eingeschränkt sind diese Ansprüche unter anderem wegen Zeitablaufes (§ 864 Abs. 1 BGB) und Feststellung eines Rechtes zum Besitz durch rechtskräftiges Urteil (§ 864 Abs. 2 BGB).

## Abgrenzung zu den Selbsthilferechten des Besitzers
In Abgrenzung zu den Selbsthilferechten des Besitzers und Besitzdieners (§ 859, § 860 BGB), die lediglich ein Rechtfertigungsgründe für die Anwendung von Gewalt darstellen, handelt es sich bei den possessorischen Ansprüche um Ansprüche im Sinne des § 194 Abs. 1 BGB.

## Unterscheidung zum petitorischen Besitzanspruch
Der petitorische Besitzschutzanspruch (lat.: petitio = Anspruch) leitet sich dagegen aus dem „Recht zum Besitz“ ab, nicht schon aus dem faktischen Besitz selbst. Deshalb verdrängen sie possessorische Besitzschutzansprüche (petitorium absorbet possessorium). 
Petitorische Besitzschutzansprüche sind in § 1007 Abs. 1 und 2 BGB geregelt. Sie gehen zurück auf die actio Publicana im römischen Recht.

## Rechtslage in Österreich
Die Actio Publiciana als „Klage aus dem rechtlich vermuteten Eigentum“ ist in Österreich in §§ 372 ff. ABGB geregelt.